# ぐうたらママ
『ぐうたらママ』は、1975年4月6日から2020年9月27日まで『毎日新聞』「日曜くらぶ」（日曜版。連載開始と同時に「日曜版」から「日曜くらぶ」に改題）に連載されていた古谷三敏の漫画作品。また、それを原作としたテレビドラマ。

## 内容
ぐうたら者のママとそのぐうたらぶりに嘆き呆れつつも「主夫」を務めるパパ。そしておっとりした一人息子のグズ夫。そんなぐう山家を中心としたホームコメディ。
連載を重ねるにつれて次第にママが快活になり、同じ作者の手掛けた『ダメおやじ』と同様に、タイトルと内容がかけ離れた作品となっている。45年超の長期連載となった。
連載当初は「扉」を含めて28コマ（「扉」とラストは2コマ分）あったが、その後はコマが少なくなり、レイアウトも横から縦並びに変更、そして2004年4月4日掲載分より「扉」を含めて9コマ（3×3）に縮小した。
かつてはコミックスとして発売されていたこともあり、2017年より竹書房から発売されたコミックスを元に、ebookJapanから電子書籍が発売されている。
2020年9月27日をもって連載終了、45年半にわたる歴史に幕を下ろした。

## 登場人物
ぐう山たら子（ママ）
専業主婦。ぐうたらな性格で、いつも家でごろごろしていることが多い。初期の頃は過激といえるほどのぐうたらぶりだったが、連載が進んでいくうちに、次第に、ズボラだが明るく愛嬌のある、お茶目な性格に変化していった。おっとりしていて優しい面もあり、夫の一郎と息子のグズ夫の事は大切に思っている。
ぐう山一郎（パパ）
サラリーマン。一見、黒縁眼鏡をかけて堅物そうな感じがするが、ぐうたらなママに代わって、料理から掃除、洗濯等、家事全般をそつなくこなす。通勤している会社名は“パパの会社”。ちなみに、会社のトイレには「この会社にはろくな奴らがいない。しかし、ぐう山さんはすばらしい人だ。」という落書きがある。なんだかんだ言いながら、妻の事を愛しており、夫婦仲は良い。
ぐう山グズ夫
ぐう山家の長男。ごく平凡で常識的な性格の小学生。両親の事が好きで、素直にまっすぐ育っている。
なお1991年9月1日掲載分より、ママの母親（グズ夫の祖母）とパパの父親（グズ夫の祖父）が同居していたが、5年弱後の1996年6月2日掲載分を以て、「田舎へ帰った」という理由で漫画から姿を消した。

## 関連作品
- グータラママ（別冊少年マガジン連載）
  - 前身作。1971年4月号から7月号まで連載した。ママとパパは既にこの作からキャラが決まっているが、グズ夫は全く違うキャラになっている。
- グズ夫くん（日刊スポーツ連載）
- はーいぐう山です（日刊スポーツ連載）

## テレビドラマ
1983年から1984年にかけて、フジテレビ系列の『月曜ドラマランド』の一作品として4作品が放送された。

### 放送日
- 1983年7月4日 - ぐうたらママ
- 1983年11月7日 - ぐうたらママ2 またまた吹き荒れるドジ旋風 犬を飼ってはいけないと熊は言った?!
- 1984年4月30日 - ぐうたらママ3 ぐうたらママ怒る
- 1984年6月18日 - さよなら!ぐうたらママ

### キャスト
- 偶山タラ子（ママ）：坂口良子
- 偶山カツ男（パパ）：西川きよし
- 偶山グズ夫：岩淵健
- 校長：太宰久雄
- あざみ：朝丘雪路
- 秀夫：竹本史明
- 清水由貴子
- 北原佐和子
- コント・レオナルド
- 塩沢とき
- 高田純次
- 小松政夫
- 千うらら
- 岡まゆみ（1）
- とんねるず（1）
- 姫ゆり子（1）
- 鈴木ヒロミツ（2）
- 所ジョージ（3）
- 萩原流行（3）
- 竹中直人（3）
- 河原さぶ（3）
- 猪俣光世（3）
- 三宅裕司（4）
- 栗田貫一（4）
- 高城淳一（4）
- 白石まるみ（4）
- 野見山夏子（4）
- 伊藤克信（4）

### スタッフ
- 脚本：奥津啓治（1-4）、水島総（3）
- 演出：大黒章弘（1・2）、佐々木章光（3・4）
- 音楽：佐々永治
- 制作：フジテレビ、テレパック

## CM
- 中央果実基金（1990年代前半。アニメーションで登場）

## 派生作品
- 1990年代、本作の派生作品として『グズオくん』→『ハーイぐう山です』のタイトルによる4コマ漫画が、本作と同じく古谷三敏・ファミリー企画の執筆で、日刊スポーツ（東日本及び九州のみ）に連載された。『ハーイぐう山です』は公明新聞（公明党の機関紙）にも連載された。